# إريكا (ناقلة نفط)

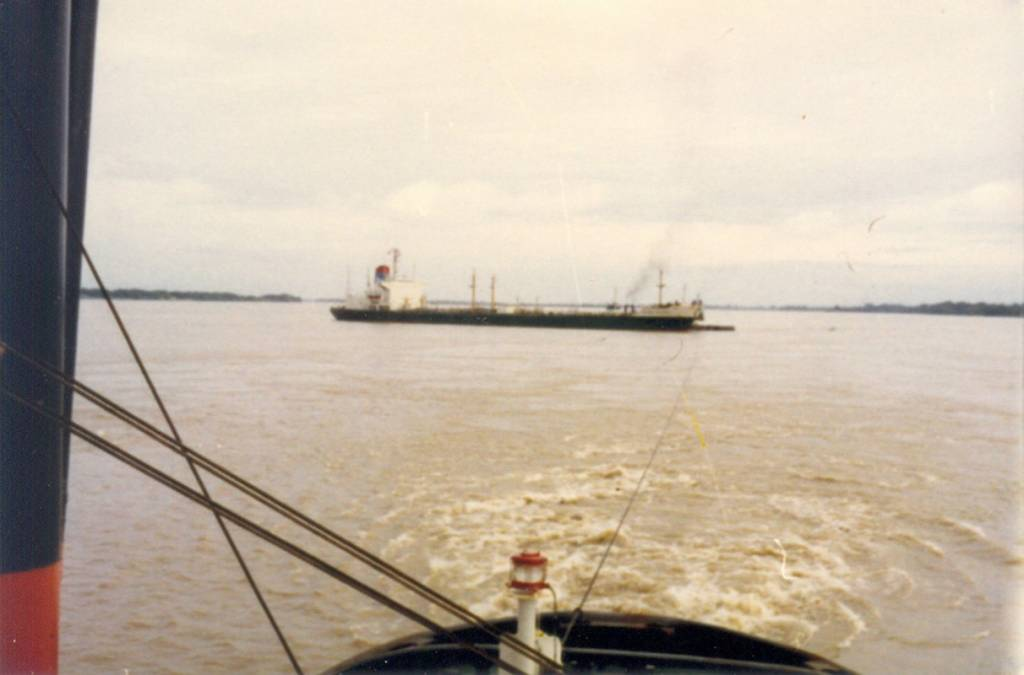

إريكا (MV Erika) هي ناقلة نفط بنيت في اليابان سنة 1975 وكانت تابعة لشركة مسجلة في مالطا لذلك كانت ترفع علمها. كانت الناقلة مرغوبة بسبب انخفاض تكاليف خدمتها.
كانت شركة توتال آخر من استخدم الناقلة للنقل قبل أن تغرق قبالة سواحل فرنسا سنة 1999. أدى غرق الناقلة إريكا إلى حدوث كارثة بيئية بسبب تسرّب كميات كبيرة من النفط.